# Петър Струве
Петър Струве е руски обществен и политически деец, редактор, публицист, икономист, историк, социолог, философ.

## Биография
Петър Струве е роден на 26 януари 1870 г. в Перм. Завършва Юридическия факултет на Санктпетербургския университет, след което за кратко преминава през няколко административни длъжности, за да изгрее ярко на идеологическото поприще и в руската публицистика от края на XIX век и началото на XX век.
Член на Императорското свободно икономическо общество (1895). През януари 1895 г. разпространява анонимно „Отворено писмо до Николай II“, който след възкачването на трона потвърждава курса към политика на контрареформи на баща си император Александър III (Русия).
След Първата световна война и гражданската война в Русия живее в изгнание в различни европейски страни. От 1928 г. се установява в Белград, където е председател на катедрата по социални науки на Руския научен институт. Води курс по социология в катедрите в Белград и Суботица. Редактира седмичника „Русия и славяни“ (1928 – 1934), след като Струве се оттегля от политическата дейност. Член на Съюза на руските писатели и журналисти в Кралство Югославия, а през 1930 – 1931 г. е негов председател.
На 22 май 1939 г. в Аулата на Софийския университет негова е честта /неофициално от името на отсъстващата Русия, а формално от Руския научен институт в Белград и Кондаковския институт – на името на Никодим Кондаков/ да завърши поредицата от речи на водачите на делегациите на държавите по случай 50-годишния юбилей на българската Алма матер. В кратката си реч отбелязва двама българи – Марин Дринов и Спиридон Палаузов. Думите на Струве с които се завършва официалната част на юбилея на Софийския университет са:
| „     | Вашата Aima Mater към тържеството на която вие така братски-любовно ни приобщихте. Vivat, crescat floreat! | “ |
| [ 1 ] | |   |

Заедно с Дмитрий Лихачов са двамата руси най-задълбочено оценили българския принос във възникването, изграждането и утвърждаването на Русия с нейната култура.